# 岡部将和
岡部 将和（おかべ まさかず、1983年8月1日 - ）は、神奈川県横浜市出身の元フットサル選手。職業はドリブルデザイナー。

## 来歴

### サッカー時代
神奈川県横浜市生まれ。兄の影響で5歳からサッカーをはじめ、幼少期からプロサッカー選手を目指す。小学1年生よりあざみ野FCに所属し、15期生として第20回全日本少年サッカー大会神奈川県大会初優勝に貢献。神奈川県選抜にも選ばれた。
中学校入学と同時に横浜マリノスジュニアユースに所属。入団当初から上の学年に交じってプレーしていたが、身体も小さく足も遅かったため、主に藤本淳吾や栗原勇蔵らにパスを供給する役割を担っていた。フィジカル重視のチーム方針もあって出場機会は減り、最終的にはチームを離れることとなった。
高校では神奈川県立荏田高等学校サッカー部に所属。県ではベスト8程度の実力で、また小柄な体格にも悩まされた。そこで勝つためには何人もの選手を抜くドリブルが必要だと感じ、その頃から得意なドリブルに磨きをかけていくようになった。さらに、プロのスカウトの目に留まるためにもドリブルで敵を抜くことがベストであると考え、ドリブル技術を徹底的に研究した。
そして、桐蔭横浜大学ではサッカー部に所属し、5期生キャプテンとして神奈川県1部リーグ優勝、神奈川県知事杯優勝、神奈川県選抜にも選ばれた。

### フットサル時代
先輩の助言により、大学卒業後はフットサルへの転向を決めた。バルドラール浦安セグンドを経て、2007年、バルドラール浦安フットボールサラに入団、Fリーガーとなった。
初年度は日本フットサルリーグで2位を経験し、2008年、第13回JFA 全日本フットサル選手権大会において全国優勝。同年、単身でスペインに渡り、フットサル2部リーグであるLaguna Playas de Salouで経験を積んだ。
その後、湘南ベルマーレフットサルクラブに活躍の場を移し、第15回JFA 全日本フットサル選手権大会では準優勝の成績を収めた。そして、2009-10シーズン終了後、Fリーグでの現役を引退した。

### 引退後
2010年10月に「Make Smile Project」を始動させ、幼稚園や小中高サッカー部、少年サッカーチーム、街のイベントなどでフットサル教室を開催し、フットサルの普及活動に従事した。その後、指導者としてコーチや監督などを兼任し、全国各地で開催されるドリブルクリニックをメインに活動。日本47都道府県それぞれの会場に足を運び、2017年9月にはドリブルクリニック日本一周を達成した。
さらに、動画投稿サイトやSNSで「99%抜けるドリブル」といった独自のドリブル理論を配信していくと、それらが話題を呼び、総動画閲覧数は1億回を超えた。
2018年6月にはドリブルをより言語化し可視化することを目的にウェブサービスNoteにおいてドリブル理論を配信。同年11月より、ドリブル理論英語版をスタートさせた。
2019年4月、自身初の著書『ドリブルデザイン 日本サッカーを変える「99パーセント抜けるドリブル理論」』を出版。2020年5月、ミズノブランドアンバサダー契約を締結した。
2022年12月には、電子楽器ブランドのKORGとの共同開発により、ドリブル技術とリズム感を同時に上達させることが可能なトレーニングアイテム、スポーツトレーニング用メトロノーム「DM-1」を発表。
これまで前例のなかった「ドリブルデザイナー」として、日本そして世界での活躍の場を広げている。
2024年2月現在、スペイントップリーグのリーガ・エスパニョーラに所属するレアル・ソシエダの胸スポンサーを行っている「株式会社ヤスダグループ」において取締役 CWOとしてクレジットされている。

#### アカデミー設立
「バロンドールを獲る選手をサポートする」という目標を掲げ、2021年9月よりオランダへ移住。その後、スペインに拠点を移した。
そこで2022年5月「日本から本気で世界で活躍したい」と考えている子供たちをサポートするために、スペインのマドリード州にてDDインターナショナルフットボールアカデミーを開校した。
2022年より、アトレティコ・マドリードがメインパートナーを務める国際サッカートーナメントMAD CUPの大会アジアアンバサダーに就任。さらには、レアル・マドリードやアトレティコ・マドリードなどのラ・リーガを代表とするチームの下部組織も参加するDD CUPを主催するなど、さらなる活躍の場を広げている。

## ドリブルデザイナーとは
サッカーやフットサルにおける「ドリブル」を言葉で理論的に説明しながら、一人ひとりのプレースタイルや特徴に合ったドリブルをデザインしていく職業の事である。
岡部自身は「十人十色のドリブルに一緒に色をつけるという意味で、ドリブルデザイナーという名前を考えた」と言及している。

### パーソナルトレーニングを受けた主な選手一覧（五十音順）
- サッカー選手

荒木大吾、乾貴士、イルファン・バフディム、ヴィニシウス・ジュニオール、宇佐美貴史、梅崎司、大友慧、奥川雅也、ガイ・アスリン、金子翔太、小林祐希、齋藤学、田中達也 (1992年生のサッカー選手)、堂安律、長友佑都、長谷川竜也、原口元気、村上範和、森岡亮太、山田大記、Ulysses Llanez
- 女子サッカー選手

岩渕真奈、植木理子、大野忍、田中陽子、中里優、籾木結花
- フットサル選手

荒牧太郎、完山徹一、高橋健介、中井健介、中島孝、深津孝祐、星翔太、皆本晃
- 女子フットサル選手

中島詩織、吉林千景

### ドリブルディスカッション一覧（対談・交流）
- サッカー選手

パブロ・アイマール、ジュリオ・バチスタ、ホアキン・サンチェス、ディエゴ・ライネス、中西哲生、鈴木啓太、戸田和幸、渡邉千真、工藤壮人、藤本淳吾、宮市亮、伊藤達哉
- 著名人・アスリートなど

藤巻亮太、常田慎太郎、GAKU-MC、KEIGO、亀田和毅、田村敦、AKB48（向井地美音、大家志津香）、ジェイミードワイヤー、リーチマイケル、大原孝治、ラファエル (YouTuber)、HAN-KUN、櫻井翔
- 団体

フウガドールすみだ、フェンシング日本代表（2018）、ソニーHC BRAVIA Ladies、東芝ブレイブルーパス 

## 人物、エピソード
- お笑い芸人であるピーチ（かたつむり）は実の兄である[34]。
- 自らのドリブルテクニックを肉食動物から逃げる草食動物の姿をイメージして「カモシカ理論」と呼んだ[35]。
- ジーコやロナウジーニョなどの海外選手も岡部のドリブル技術を賞賛し、本田圭佑は「凄いじゃないですか。僕はこういうの教えられないんで。」とその指導技術の高さを絶賛した[1]。

- 座右の銘は「チャレンジする心」[36]。
- ドリブルクリニックの最後には「抜くまで帰れません」という岡部自身が参加者全員をドリブルで抜く企画があった[37]。
- ネイマールやエドガー・ダーヴィッツなどの選手らと共演をしている[38]。
- 元イタリア代表マルコ・マテラッツィのリーチ（立っている位置から最大限に足を伸ばせる長さ）をメジャーで計測させてもらった。ちなみにその長さは180cmであった[39]。
- 桐蔭横浜大学サッカー部では、当時監督であった風間八宏のもとでサッカー理論を学んだ[40]。
- 嵐の「Turning Up」に組み込まれているダンスステップから「櫻井ステップ」を発案。そのドリブルステップを櫻井本人に指導した[41]。具体的には軸足を強く踏み込んだ後に、利き足（弱）軸足（中）の強さで素早く踏み込み、最後に利き足でボールを押し出すといった一連のドリブルステップ（タップカットイン）のことである。
- 自らを「努力して、技術を身につけてきたタイプ」と評している[42]。
- 憧れの選手は、パブロ・アイマールである[43]。

## 所属クラブ
サッカー歴
- 1990年 - 1996年 あざみ野FC

- 1996年 - 1999年 横浜マリノスジュニアユース

- 1999年 - 2002年 神奈川県立荏田高等学校

- 2002年 - 2006年 桐蔭横浜大学サッカー部

フットサル歴
- 2006年 - 2007年  PREDATOR URAYASU FC SEGUNDO

- 2007年 - 2009年  バルドラール浦安
- 2008年 - 2008年  Laguna Playas de Salou

- 2009年 - 2010年  湘南ベルマーレ

## タイトル
- 2008年 第13回全日本フットサル選手権大会 優勝 : バルドラール浦安

- 2010年 第15回全日本フットサル選手権大会 準優勝 : 湘南ベルマーレ

## 出演

### テレビ番組
- いただきハイジャンプ（フジテレビ）2016年12月8日放送
- 村上信五とスポーツの神様たち（フジテレビ）2017年3月2日放送
- News every.（日本テレビ）2017年4月19日放送
- FOOT×BRAIN（テレビ東京）2017年6月18日放送
- SPORTS JAPAN（NHKワールドTV）2017年6月30日放送
- スーパーサッカー (TBS) 2017年7月24日放送
- ジャンクSPORTS（フジテレビ）2018年2月11日放送
- ココロのエンジン（テレビ東京）2018年5月13日放送
- 行列のできる法律相談所（日本テレビ）2018年8月5日放送
- なかい君の学スイッチ（TBS）2018年8月6日放送
- 新・情報7DAYS ニュースキャスター（TBS）2018年8月18日放送
- おはスタ（テレビ東京）2018年11月5日、10月15日放送
- 梶100！～ 梶裕貴がやりたい100のこと～（日テレプラス）2018年12月26日放送
- サッカーアース （日本テレビ）2019年5月4日放送
- 逆転人生（NHK）2020年1月20日放送
- 林先生の初耳学（TBS）2020年2月23日放送
- 嵐にしやがれ（日本テレビ）2020年3月7日放送
- Going!Sports&News（日本テレビ）2020年5月3日放送
- FOOT×BRAIN（テレビ東京）2022年10月9日放送
- 修造＆一茂のイミシン（テレビ朝日）2022年12月13日放送

### ラジオ番組
- J-WAVE 『TIME AND TIDE』2017年11月18日放送[44]
- FMヨコハマ『文化百貨店』2018年8月19日放送[45]
- J-WAVE 『Words From The Field』2018年9月28日、10月5日放送、2021年11月19日放送[46][47]
- AM放送『宮澤ミシェル・サッカー倶楽部』2019年4月6日初回放送（RSK、ABS、YBS、RKC、MRO、BSN）

### ドキュメンタリー番組
- Grow with 夢への軌跡（2021年4月26日公開)

### CM
- Indeed 『サッカー好きだけでつくるＣＭ』（2018年）ドリブル＆シュートシーン担当

## 関連情報

### 書籍
- 『ドリブルデザイン 日本サッカーを変える「99%抜けるドリブル理論」』（2019年、東洋館）ISBN 4491036365
- 『99%抜ける ドリブル理論入門』（2019年、ピースオブケイク）ISBN 490954609X
- 『ドリブルデザイナー岡部将和の挑戦を駆り立てる50の言葉』（2020年、創元社）ISBN 4422753045
- 『ドリブルデザイナー岡部将和が教える 超ドリブル講座』（2020年、KADOKAWA）ISBN 4048968696
- 『サッカーがもっとうまくなる! 自分の武器の見つけ方』（2021年、CCCメディアハウス）ISBN 4484212102
- 『マンガでよくわかる! 99%抜けるドリブル理論』（2021年、東洋館）ISBN 4491044015

### DVD
- 『Jリーグの厳選プレーから学ぶ 日本人が世界で活躍するためのドリブル実戦テクニック』（2019年、Jリーグメディアプロモーション）